# 安藤拓真
安藤 拓真（あんどう たくま、2000年12月1日 - ）は、愛知県名古屋市出身のフットサル選手。関東フットサルリーグ・デルミリオーレクラウド群馬所属。ポジションはゴレイロ。

## 所属チーム
- FAKアクティブ
- 名古屋オーシャンズU12
- 名古屋オーシャンズU15
- 名古屋オーシャンズU18